# Josef Jelínek
Josef Jelínek (Praga, 9 de janeiro de 1941 – 29 de novembro de 2024) foi um futebolista checo, que atuava como atacante.

## Carreira
Josef Jelínek fez parte do elenco da Seleção Tchecoslovaca que disputou a Copa do Mundo de 1962.

## Ligações Externas
- Perfil (em inglês)